# Labus pedunculatus
Labus pedunculatus är en stekelart som först beskrevs av Saunders.  Labus pedunculatus ingår i släktet Labus och familjen Eumenidae. Inga underarter finns listade i Catalogue of Life.